# Матеюк, Николай Антонович
Николай Антонович Матеюк (1908 — 1960, Киев) — партизан, военный разведчик, затем хозяйственный деятель УССР.

## Биография
Окончил Киевский техникум лёгкой промышленности. Разведчик партизанского отряда во время Великой Отечественной войны. В 1949—1960 директор Дарницкого шёлкового комбината. В 1957—1960 был депутатом Киевского городского совета. Похоронен в Киеве на Байковом кладбище.

## Память
- улица Николая Матеюка (1969);
- аннотационная доска (бронза, барельефный портрет) на доме № 2 по одноимённой улице (1983).